# 全国地ビール醸造者協議会
一般社団法人全国地ビール醸造者協議会（ぜんこくじビールじょうぞうしゃきょうぎかい、英: Japan Brewers Association、略称JBA）は、日本の地ビール醸造業者の業界団体。
1999年に設立された。
2000年からジャパン・ビア・グランプリを主催するなど、地ビールの品質向上、販促、広報、啓発を行う。この他、ビールにまつわる税制改正の要望を行っている。